# Клинический городок (Киев)
Клини́ческий городо́к (укр. Клінічне містечко) — местность, расположенная в Соломенском районе Киева. Простирается вдоль улицы Николая Амосова. Прилегает к местностям Байкова гора, Александровская Слободка, Протасов яр.
Освоение местности происходит с конца 19 столетия, когда возле Протасова яра был построен комплекс Бактериологического института (1896 год, архитектор К. Иванов, комплекс исторических сооружений сохранился). Наиболее активная застройка велась в 1910-е годы для клиник Киевского университета. Тогда же была обустроена туберкулёзная больница; здание построено в 1912—1914 годах для хирургической клиники университета). 28 ноября 1922 года постановлением Совета Народных Комиссаров Украины № 112 на базе девятой городской туберкулезной больницы (ул. Отрадная, 32, ныне — ул. Мануильського) создан Киевский туберкулёзный институт. Одним из инициаторов его организации, научным консультантом и руководителем ученого совета института был профессор Ф. Г. Яновский, который организовал первые на Украине курсы по фтизиатрии, в 1923 г. издал монографию «Туберкулёз лёгких» — первое пособие для медицинских вузов страны. В 1928 году институту было присвоено имя этого клинициста и он стал именоваться Украинским НИИ туберкулёза имени академика Ф. Г. Яновского.
Первым директором института с 1922 г. по 1925 г. был врач М. Ефремова, с 1925 г. по 1936 г. — проф. А. И. Собкевич, с 1936 г. по 1940 г. — проф. О. С. Мамолат. В годы войны институтом временно руководили В. Л. Плющ (1940—1943 гг.), Ф. М. Дзюблик (1943—1944 гг.), П. С. Морозовский (1944—1946 гг.). После войны руководить институтом вновь был назначен профессор О. С. Мамолат (1946—1979 гг.). В 1979—1985 гг. директором института работал профессор В. М. Молотков, в 1985—1991 гг. — профессор О. М. Иванюта, а с 1991 и до настоящего времени — лауреат Государственной премии Украины, академик НАМН Украины, профессор Ю. И. Фещенко.
За годы существования институт прошёл трудный путь, внёс весомый вклад в развитие и становление медицинской науки в СССР. Структура института изменялась в зависимости от основных направлений научных исследований. Первая вакцинация против туберкулёза в стране была осуществлена сотрудниками института в 1925 году, через 3 года после его учреждения, а уже в 1930 г. институт принимал участие в 7-й международной конференции по борьбе с туберкулёзом, которая проходила в Голландии.
В 30-е годы институт имел филиалы в Виннице, Чернигове, научные базы в Житомире, Умани, Черкассах, которыми руководили Л. Я. Эпштейн, В. Л. Плющ, Д. Я. Черкасский и др. Учитывая большое распространение туберкулеза, в первые годы после учреждения института, кроме разработки вопросов клиники, лечение и микробиологи заболевания, изучались эпидемиология туберкулеза, пути его распространения, профилактика, аллергия и иммунитет, выполнялись и разрабатывались коллапсохирургические вмешательства (профессор М. М. Москалев, В. Х. Окзюсов, В. М. Савич). Деятельность института была прервана Великой Отечественной войной, поскольку его не успели эвакуировать.
После войны институт находится на Байковой горе — улица Протасов Яр (ныне — ул. Н. Амосова, 10). В послевоенные года его деятельность была направлена на преодоление санитарных последствий войны, профилактические мероприятия и лечение больных туберкулезом, велись исследования относительно прививки новорожденных и детей старших возрастных групп (С. А. Томилин, Л. Д. Ульянов).
Из воспоминаний первой медицинской сестры Гаврилюк Александры Макаровны — медицинской сестры, которая была зачислена на работу 7 мая 1944 года, первой медсестры клиники (7 мая 1944 г. это и официально утверждённая после войны дата клиники).

##### 10 февраля 1949 года. 1 ряд -врачи клиники, 2-й — медсестры
С 1947 года в институте начали изучать методы специфической терапии в эксперименте (академик В. Г. Дроботько, Р. Й. Драбкина), а потом и в клинике (профессор М. А. Клебанов, доцент Б. П. Александровский), разрабатывались хирургические вмешательства на каверне (П. И. Костромин, Г. Г. Горовенко). С того же года начато углубленное изучение методов специфической антибактериальной терапии. Предложены и внедрены высокоэффективные режимы этиопатогенетической терапии легочного и внелегочного туберкулеза, прежде всего — туберкулезного менингита.
С конца 1952 г. институт начал широко развивать резекционную хирургию легких, сначала при туберкулезе, а затем — при неспецифических заболеваниях легких (НЗЛ) и опухолях (академик Н. М. Амосов, профессор Г. Г. Горовенко, профессор И. М. Слепуха). Они являются одними из пионеров внедрения анестезиологии и реаниматологии в бывшем СССР. С 1955 г. на базе института организована первая в стране кафедра торакальной хирургии, а со временем — и анестезиологии. За несколько лет было подготовлено около 200 торакальных хирургов и 400 анестезиологов.
С 1955 г. впервые на Украине в институте под руководством профессора Н. М. Амосова начато хирургическое лечение болезней сердца. Здесь разработаны и модифицированы эффективные методы коррекции врожденных и приобретенных пороков сердца, разработаны новые оригинальные модели аппаратов искусственного кровообращения, в 1958 г. этот аппарат впервые применен в хирургии сердца.
Впервые на Украине в институте в 1961 г. применена искусственная почка и начата разработка проблемы гемодиализа. В 1963 г. впервые в бывшем СССР проведено протезирование митрального клапана, разработаны антитромботические протезы сердечных клапанов.
В 1970 г. введен в действие новый операционный корпус института, где впервые в стране была проведена операция в барокамере. Начиная с 1972 года в институте внедрены в практику селективная коронарография и аорто-коронарное шунтирование при лечении ишемической болезни сердца. Дальнейшему развитию кардиохирургии способствовало выделение из состава института в 1982 году самостоятельного Института сердечно-сосудистой хирургии, который ныне также входит в состав НАМН Украины.

##### 1974 год. Руководство клиники и ветераны труда
В начале 80-х годов институт завершил строительство многопрофильной Республиканской клинической больницы для обслуживания работников основных отраслей народного хозяйства, на базе которой ныне функционирует 2 научных клинических отделения института.
Одновременно институт продолжал работать над проблемами туберкулеза и НЗЛ. Широко применялись хирургические лечения больных при болезнях органов дыхание (Г. Г. Горовенко, И. М. Слепуха), костно-суставном (В. С. Куценок) и урогенитальным туберкулезе (Б. Я. Полонский), успешно работали отделы туберкулеза кожи и глаз.
С 70-х годов институт активно включился в научную разработку вопросов пульмонологии, на практике проводя интеграцию фтизиатрии с пульмонологией.
В разные времена в институте работали и продолжают работать 8 заслуженных деятелей науки и техники (Н. М. Амосов, Б. П. Ященко, Г. Г. Горовенко, А. С. Мамолат, Л. Н. Сидаренко, Ю. И. Фещенко, Е. Ф. Чернушенко, В. М. Мельник), 3 лауреата Государственной премии Украины (Ю. И. Фещенко, В. М. Мельник, Б. В. Радионов). В разные периоды времени научной деятельности в институте занимались видные ученые — академики Ф. Г. Яновский, Б. А. Василенко, В. И. Дроботько, Н. Н. Сиротинин, Н. М. Амосов, профессоры М. К. Даль, Р. Й. Драбкина, О. Г. Губанов, В. Ф. Юрьева, Б. П. Александровский, Т. П. Кучеренко, М. М. Горев, Б. Г. Вейнеров, М. Я. Мень, С. Я. Хомяк, Г. Г. Горовенко, И. М. Слепуха, С. А. Кшановский. Они внесли большой вклад в развитие украинской фтизиопульмонологии.
Сегодня институт — единственное головное научно-исследовательское учреждение на Украине, которое занимается разносторонними научными, научно-исследовательскими и организационно-методическими аспектами усовершенствования фтизиатрической и пульмонологической помощи населению и имеет уникальное оснащение и высококвалифицированный кадровый потенциал.

## Выдающиеся личности
В хирургической клинике неоднократно бывал на занятиях тогда ещё студент-медик Михаил Афанасьевич Булгаков. Перед зданием фтизиатрии и пульмонологии им. Ф. Яновского установлен памятник выдающемуся уеному — Яновскому Феофилу Гавриловичу.
В истории института сердечно-сосудистой хирургии огромную роль сыграла деятельность всемирно известного учёного — Амосова Николая Михайловича (ныне институт и улица, на которой он расположен, носят имя учёного).